# 江釣子村
江釣子村（えづりこむら）は、岩手県和賀郡にあった村。1991年4月1日に近隣の和賀町、北上市と合併し、新たな北上市となった。
合併直前、日本一人口密度の高い村だった。

## 概要
- 岩手県のほぼ中央部、西側に奥羽山脈・東側に北上山地の間に挟まれた和賀盆地に位置している。交通・文化・産業・経済の結節点に位置し、国道4号北上バイパス・国道107号・東北自動車道北上江釣子IC・東日本旅客鉄道北上線江釣子駅があり、北上市・花巻市との間にあるために郊外都市として、かつては農村地帯であった場所に「工業田園都市」として、工場の立地が相次ぎ、人口は増加傾向である。[1][2]

## 地理
- 全体的に村内が和賀盆地内に収まるために平坦であるが、北側と西側は奥羽山脈の麓に当たるためやや高い[1]。

### 人口
- 約1万近く居住していた。人口密度は水沢市・盛岡市の次に高く、かつ岩手県内の村では一番多かった[2]。

### 面積
- 18.04 km2（岩手県内で一番面積が狭い自治体であった[2]。）

### 隣接自治体
- 岩手県
  - 花巻市
  - 北上市
  - 和賀郡和賀町

## 沿革
- 1889年（明治22年）4月1日 - 町村制施行に伴い、東和賀郡上江釣子村、下江釣子村、滑田村、新平村、鳩岡崎村、北鬼柳村が合併し、江釣子村が発足。
- 1897年（明治30年）4月1日 - 郡の統合により和賀郡に所属[3]。
- 1923年（大正12年）4月15日 - 北上線江釣子駅開業
- 1955年（昭和30年）3月31日 - 和賀郡藤根村と境界の一部を変更。
- 1965年（昭和40年）9月1日 - 北上市と境界の一部を変更。
- 1966年（昭和41年）5月1日 - 北上市と境界の一部を変更。
- 1966年（昭和41年）12月22日 - 村章を制定する[4]。
- 1967年（昭和42年）8月1日 - 和賀郡和賀町と境界の一部を変更。
- 1970年（昭和45年）3月1日 - 花巻市と境界の一部を変更。
- 1977年（昭和52年）11月19日 - 東北自動車道北上江釣子IC開通
- 1977年（昭和52年）11月25日 - 村花・村鳥・村木を制定する。[4]
- 1980年（昭和55年）8月24日 - 教育の村宣言をする[4]。
- 1981年（昭和56年）6月18日 - 村民憲章を制定する[4]。
- 1991年（平成3年）4月1日 - 和賀郡和賀町、北上市と合併し、新たな北上市となる。

## 行政

### 歴代村長
| 代 | 氏名         | 就任                       | 退任                       | 備考 |
| -- | ------------ | -------------------------- | -------------------------- | ---- |
| 1  | 高橋半助     | 1889年（明治22年）4月1日   | 1899年（明治32年）1月25日  |      |
| 2  | 平山義道     | 1899年（明治32年）1月29日  | 1903年（明治36年）2月24日  |      |
| 3  | 後藤嘉津見   | 1903年（明治36年）2月25日  | 1904年（明治37年）7月1日   |      |
| 4  | 竹村徳兵衛   | 1904年（明治37年）9月8日   | 1915年（大正4年）7月13日   |      |
| 5  | 瀬川政夫     | 1915年（大正4年）12月23日  | 1919年（大正8年）5月21日   |      |
| 6  | 清谷有信     | 1919年（大正8年）10月12日  | 1921年（大正10年）4月22日  |      |
| 7  | 竹村徳兵衛   | 1921年（大正10年）8月1日   | 1922年（大正11年）3月23日  |      |
| 8  | 伊藤壮太     | 1922年（大正11年）6月10日  | 1924年（大正13年）1月31日  |      |
| 9  | 佐々木昌之助 | 1924年（大正13年）8月22日  | 1930年（昭和5年）6月6日    |      |
| 10 | 伊藤繁治     | 1930年（昭和5年）8月15日   | 1933年（昭和8年）6月28日   |      |
| 11 | 高橋侃       | 1933年（昭和8年）8月14日   | 1946年（昭和21年）3月11日  |      |
| 12 | 伊藤俊次     | 1946年（昭和21年）5月24日  | 1946年（昭和21年）11月20日 |      |
| 13 | 菊池與右エ門 | 1947年（昭和22年）4月5日   | 1959年（昭和34年）4月29日  |      |
| 14 | 髙橋藤作     | 1959年（昭和34年）4月30日  | 1963年（昭和38年）3月20日  |      |
| 15 | 谷地畝弥吉   | 1963年（昭和38年）4月30日  | 1971年（昭和46年）4月29日  |      |
| 16 | 髙橋源二郎   | 1971年（昭和46年）4月30日  | 1971年（昭和46年）12月31日 |      |
| 17 | 伊藤勇       | 1972年（昭和47年）2月20日  | 1976年（昭和51年）10月18日 |      |
| 18 | 菊池秀雄     | 1976年（昭和51年）11月21日 | 1991年（平成3年）3月31日   |      |

### 村花・村鳥・村木
1977年11月25日にすべて制定される。
- 村花- ヒマワリ[4]
- 村鳥 - キセキレイ[4]
- 村木 - スギ[4]

### 村章
- えづりこ（江釣子）の頭文字である「え」を図案化し、村民の力強く充実かつ一丸となって発展することを目的として、1966年12月22日に制定された[4]。

## 産業

### 商業施設
- 江釣子ショッピングセンター パル

## 教育
1980年8月24日に教育に質を向上することを目的として教育の村宣言をする。
- 江釣子村立江釣子中学校
- 江釣子村立江釣子小学校

## 交通

### 道路

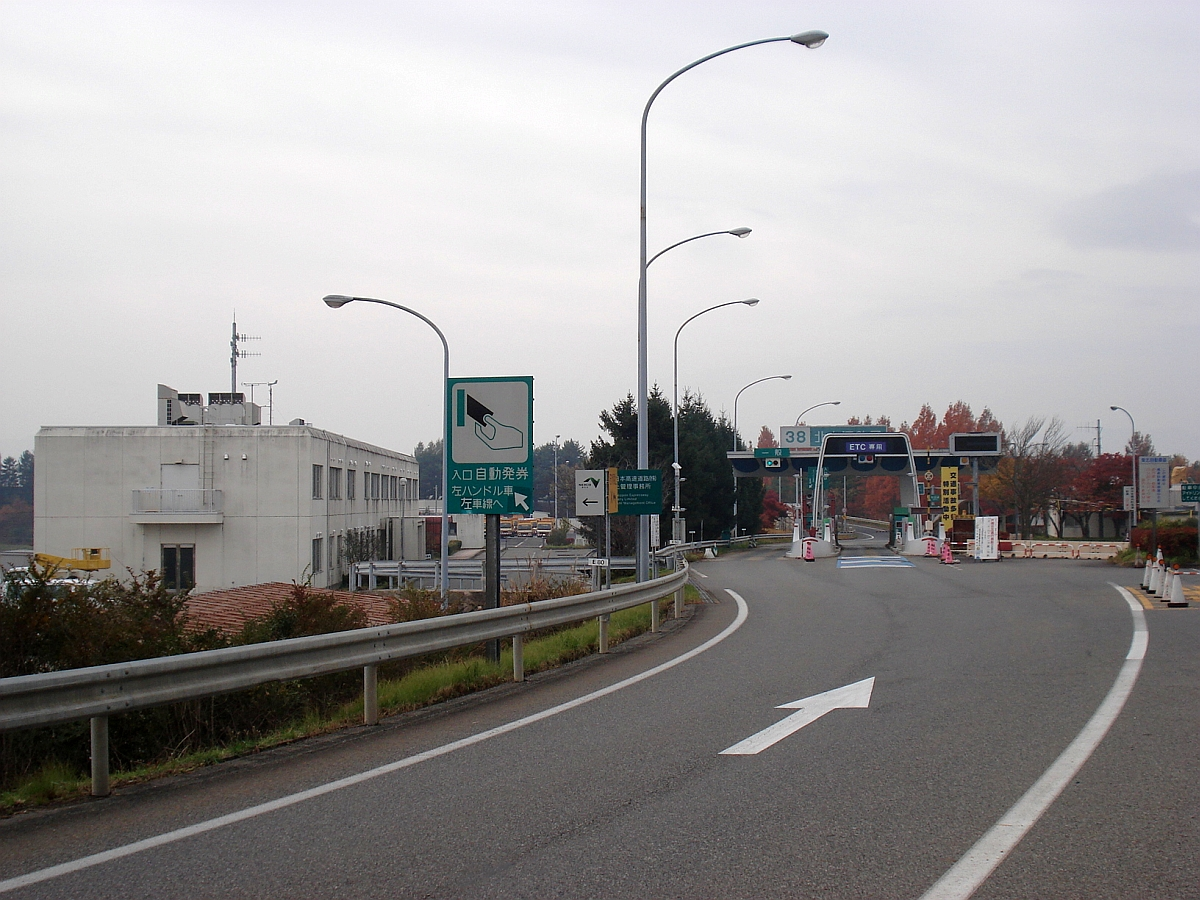
北上江釣子インターチェンジ

高速道路
- 東北自動車道：北上江釣子IC

一般国道
- 国道4号北上バイパス
- 国道107号

### 鉄道
- 東日本旅客鉄道
  - 北上線：江釣子駅